# Aristidis Konstantinidis

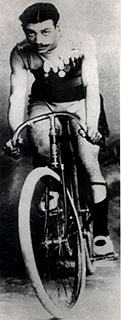

Aristidis Konstantinidis (em grego:  Αριστείδης Κωνσταντινίδης; nasceu? - Morreu?) foi um ciclista grego. Ele competiu nos Jogos Olímpicos de Verão de 1896 em Atenas.

## Sucesso olímpico em 1896
Konstantinidis competiu nos 10 km, 100 km, e as corridas de estrada. Venceu a corrida de estrada, percorrendo 87 km de Atenas a Maratona e para trás em um tempo de 3:22:31 Apesar de sua bicicleta quebrar logo depois transformá-lo em torno e caindo durante a viagem de regresso. A corrida foi então feito com a ajuda de marcapasso, e algumas fontes dizem que ele terminou a corrida em uma bicicleta de marca-passo, porque a sua bicicleta havia quebrado. Outras fontes contam que ele terminou a corrida com uma bicicleta de um espectador.
Konstantinidis não se saiu tão bem nas corridas de pista, terminando em quinto nos 10 quilômetros depois de colidir com o conterrâneo Georgios Kolettis e não terminando a 100 km. Foi um dos sete a não terminar dos nove que começaram a corrida.